# منتخب جمهورية أيرلندا تحت 19 سنة لكرة القدم
منتخب جمهورية أيرلندا تحت 19 سنة لكرة القدم (بالإنجليزية: Republic of Ireland national under-19 football team) هو ممثل جمهورية أيرلندا الرسمي في المنافسات الدولية في كرة القدم في فئة كرة قدم للرجال تحت 19 سنة، يديريه اتحاد أيرلندا لكرة القدم.